# Wanda Kustrzeba
Wanda Alicja Kustrzeba (ur. 28 lutego 1946 w Zamościu) – polska polityk, logik, nauczyciel akademicki, senator III kadencji.

## Życiorys
Szkołę średnią ukończyła w liceum ogólnokształcącym w Zielonej Górze. Została absolwentką Wydziału Filozoficzno-Historycznego Uniwersytetu Wrocławskiego. W 1980 uzyskała stopień doktora nauk filozoficznych ze specjalnością w zakresie logiki norm. Pracowała w Katedrze Logiki Uniwersytetu Wrocławskiego, a od 1975 w Instytucie Filozofii i Socjologii na Uniwersytecie Gdańskim. Później objęła funkcję prorektora Pomorskiej Wyższej Szkoły Polityki Społecznej i Gospodarczej w Starogardzie Gdańskim.
Zaangażowała się w działalność Polskiego Towarzystwa Filozoficznego, Polskiego Towarzystwa Logicznego, Związku Nauczycielstwa Polskiego i Demokratycznej Unii Kobiet.
W latach 1993–1997 sprawowała mandat senatora III kadencji, wybranego z listy Sojuszu Lewicy Demokratycznej w województwie gdańskim. Była wiceprzewodniczącą Komisji Nauki i Edukacji Narodowej oraz członkinią Komisji Polityki Społecznej i Zdrowia. Od 2000 do 2002 była radną sejmiku pomorskiego. Bezskutecznie kandydowała do Senatu w 1997 i 2001, do rady miejskiej w Gdańsku w 2006, do Parlamentu Europejskiego w 2009 i do sejmiku pomorskiego w 2014. Zasiadła we władzach regionalnych SLD i w radzie programowej TVP Gdańsk.
W 1997 została odznaczona Krzyżem Kawalerskim Orderu Odrodzenia Polski.